# Épilithe
Les espèces épilithes ou épilithiques (du grec έπί « sur », et λίθος lithos, lithos « roche  »; littéralement « à la surface d'une roche ») sont celles qui apprécient de vivre sur les rochers, les pierres ou plus généralement sur les surfaces minérales. Ce sont des organismes animaux, fongiques ou végétaux (espèces lithophytes ou lithophiles, qui apprécient ou sont obligées de vivre dans un milieu de roches et de pierres) ou microbiens qui vivent à la surface (émergée ou immergée) de roches. Ces espèces rupicoles sont généralement particulièrement résistantes ou adaptées à des stress particuliers (exposition aux ultraviolets, au vent, à la déshydratation, à l'alternance de périodes jour/nuit, saisons chaudes et froides, sèches et humides...).

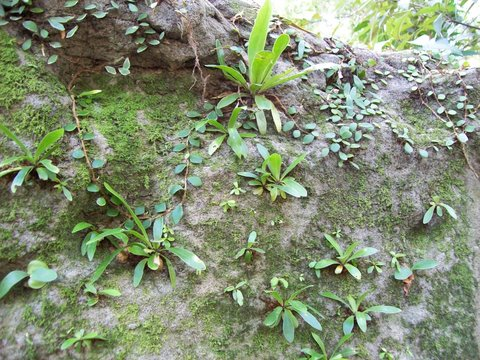
Mousses et autres plantes épilithiques (dont Pyrrosia rupestris, fougère Elkhorn et fougère « nids d'oiseaux », Hawkesbury Sandstone, à Chatswood (ouest de l'Australie).

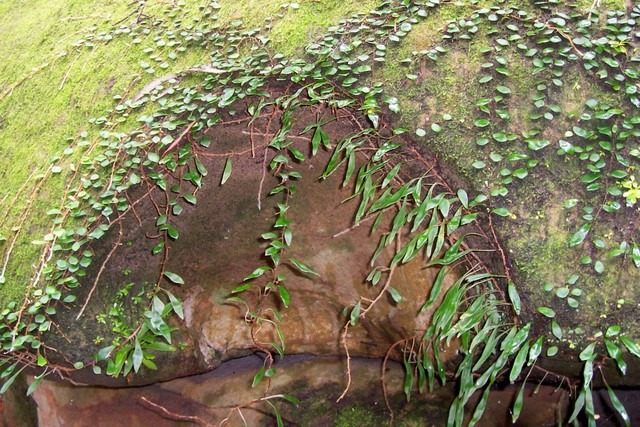
Sous les surplombs ou à l'entrée des grottes, les plantes doivent être adaptées à une faible luminosité. Elles bénéficient cependant souvent d'une humidité plus élevée; (ici : mousses et Pyrrosia rupestris à Chatswood, Australie).

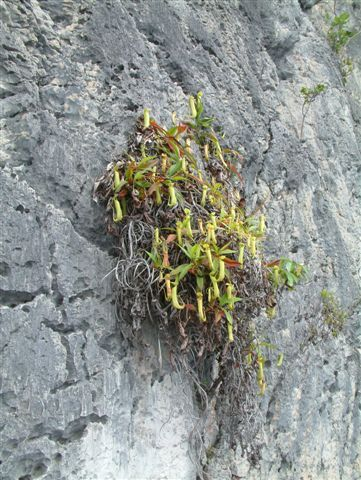
Sous-espèce de Nepenthes poussant sur une roche presque verticale, à Raja Ampat, Nouvelle-Guinée. Cette plante, par son régime insectivore, compense la difficulté qu'elle a à trouver des nutriments sur son substrat rocheux.

## Vocabulaire

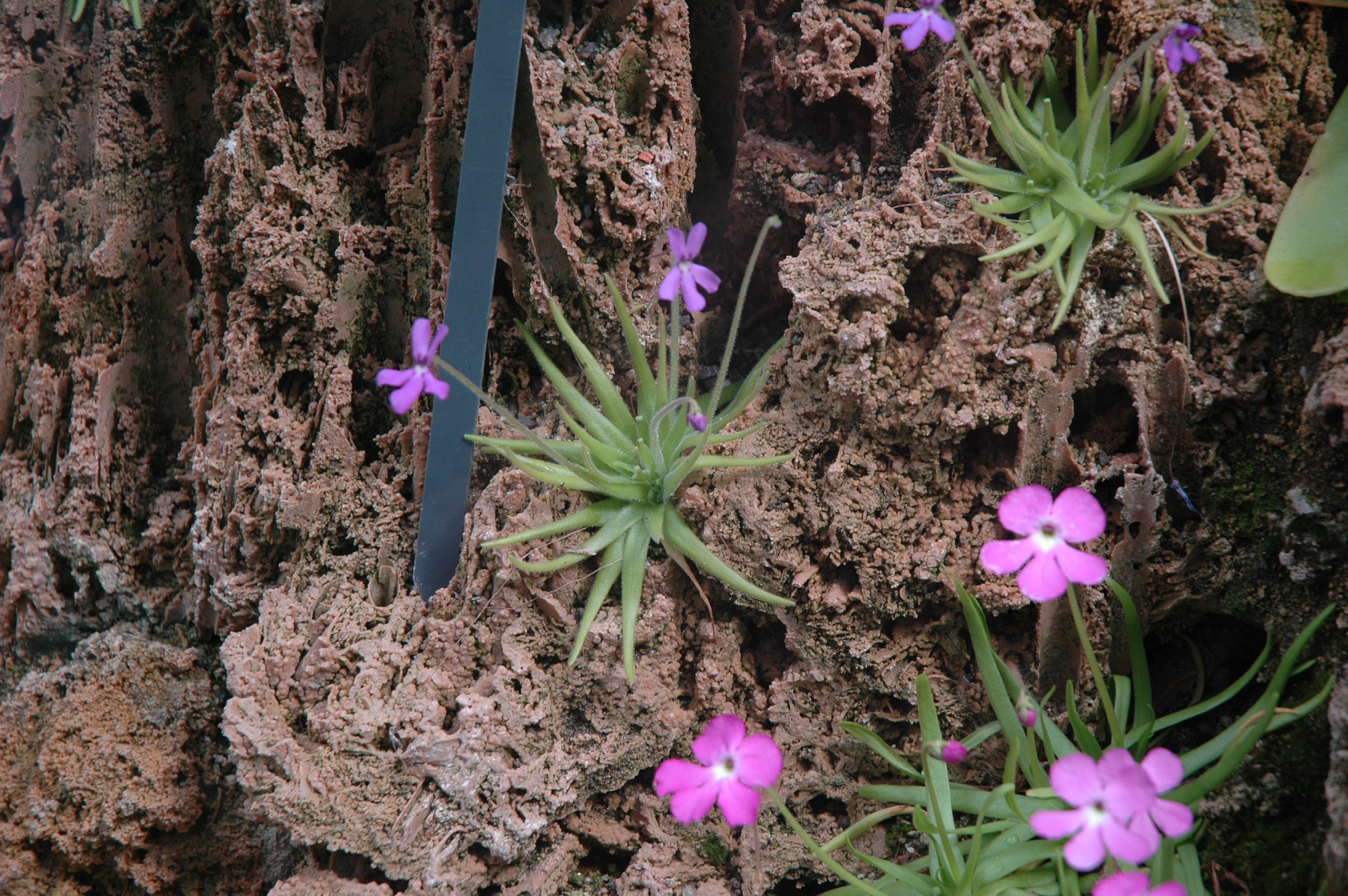
Pinguicula gypsicola, espèce adaptée à une roche riche en gypse.

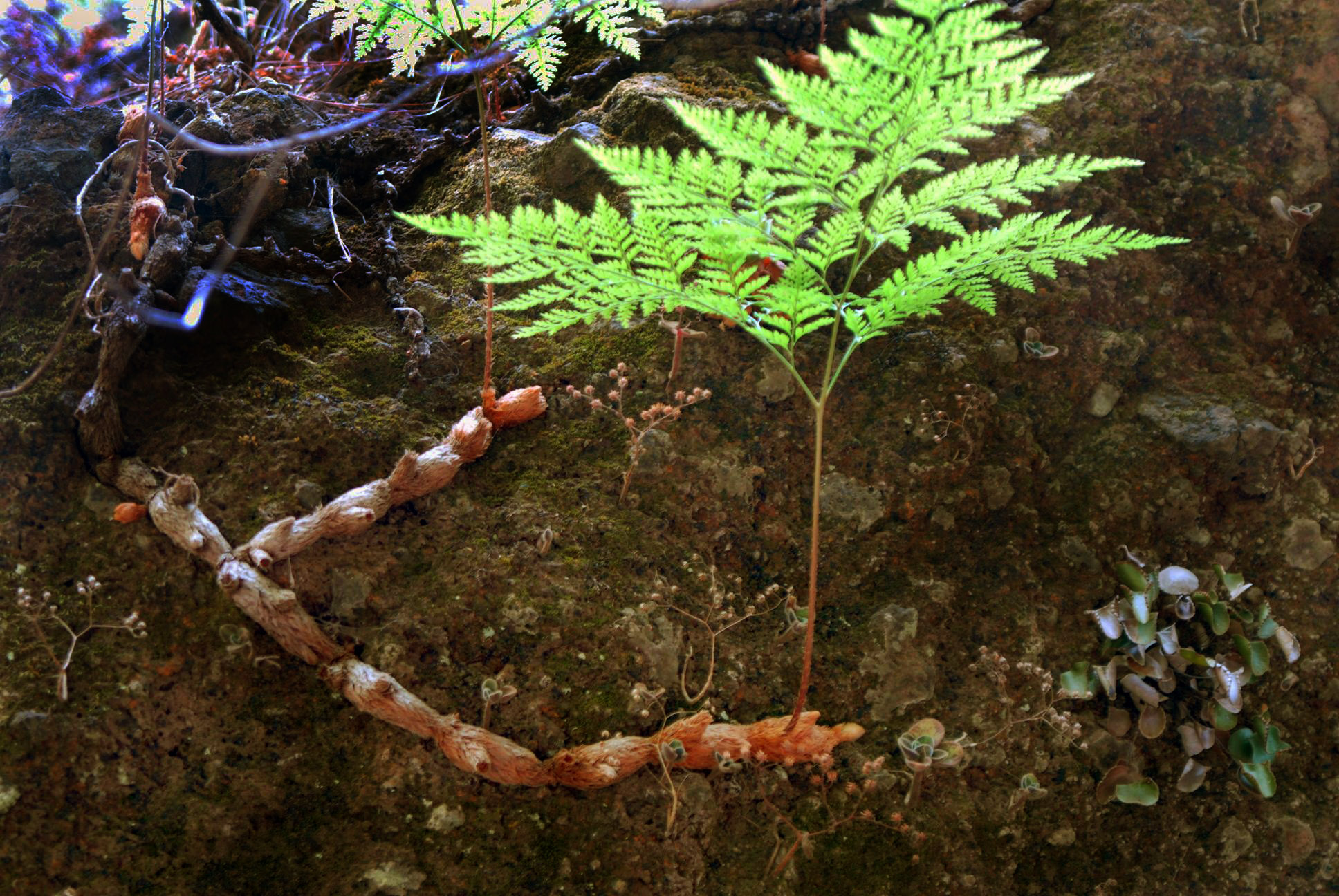
Fougère (Davallia canariensis) et son rhizome.

- Si ces espèces vivaient en s'enfonçant dans la roche même, on les dirait endolithiques ou endolithes. Elles font toutes partie du "lithobionte".
- Les espèces muricoles sont celles qui se sont adaptées aux murs ou autres parois de constructions humaines, y trouvant un habitat de substitution.
- Sous l'eau ou dans une zone en permanente exposée à des éclaboussures, on peut parler de « biofilm épilithique »[1] pour décrire la fine couche algale (microalgues) et microbienne qui se développe sur les rochers immergés en eau douce, estuarienne ou marine[2]. Dans certaines zones turbides et/ou de fort courant, ce biofilm est une source discrète mais importante de nourriture pour de nombreuses espèces[1].

## Dans le monde végétal
Chez les végétaux et lichens, les épilythes les plus faciles à observer sont les lichens (symbiose algue-champignon), certaines plantes (mousses, fougères, plantes dites supérieures) mais des algues et bactéries photosynthétiques sont fréquemment aussi observées croissant sur de la roche, en s'en servant comme support, voire comme source d'oligoéléments.

Les végétaux ou lichens épilithiques sont toujours des organismes autotrophes photosynthétiques ; ils sont capables d'absorber l'humidité de l'air, de collecter la rosée et trouvent les sels minéraux dans les particules qu'ils captent dans l'air, dans l'eau de ruissellement, dans la pluie, et parfois dans l'humus ou la nécromasse qui peut s'accumuler sur la roche. Certaines de ses espèces sécrètent des acides organiques permettant à leurs racines de s'enfoncer dans la roche et d'y puiser une partie de leur nourriture. En bordure de mer, elles doivent être adaptées aux embruns marins et aux ultraviolets.
Remarques
- Quelques plantes (mousses, fougères, cactées telles que certaines rhipsalis ou lichens) sont à la fois épiphytes et épilithes.
- Chez les plantes, on peut distinguer les épilithes terrestres et aquatiques (algues, algues encroutantes, feutrage algal, souvent associé à des bactéries...)

## Écosystèmes verticaux
En zone tropicale notamment, une grande variété d'espèces peuvent coloniser les rochers, contribuant à la complexification naturelle des écotones, multipliant ainsi l'offre en micro-habitats. 

Remarque : Après un stade pionnier, notamment si des buissons et arbres poussent sur les roches, des épiphytes peuvent à leur tour s'installer, sur des épilithes. 
Des écosystèmes verticaux plus ou moins complexes ou simplifiés se constituent ainsi sur les roches, évoluant au fil du temps. 

Sous les tropiques, certains invertébrés, reptiles peuvent y passer toute leur vie, et pendant plusieurs générations, sans jamais gagner le sol.

## Bioindication
En bioindication, en zone tempérée ou tropicale, des lichens épilithes diversifiés et abondants sont considérées comme des bioindicateurs de la qualité de l'air et de l'environnement.

## Exemples d'épilithes
Les épilithes sont principalement des lichens, des mousses et des espèces de fougères, quelques espèces d'orchidées à jabots (Paphiopedilum,Dendrobium) et en zone tropicale certaines Tillandsioideae. 
Leur nombre d'espèce et biodiversité est plus élevée en zone tropicale et équatoriale.

## Galerie

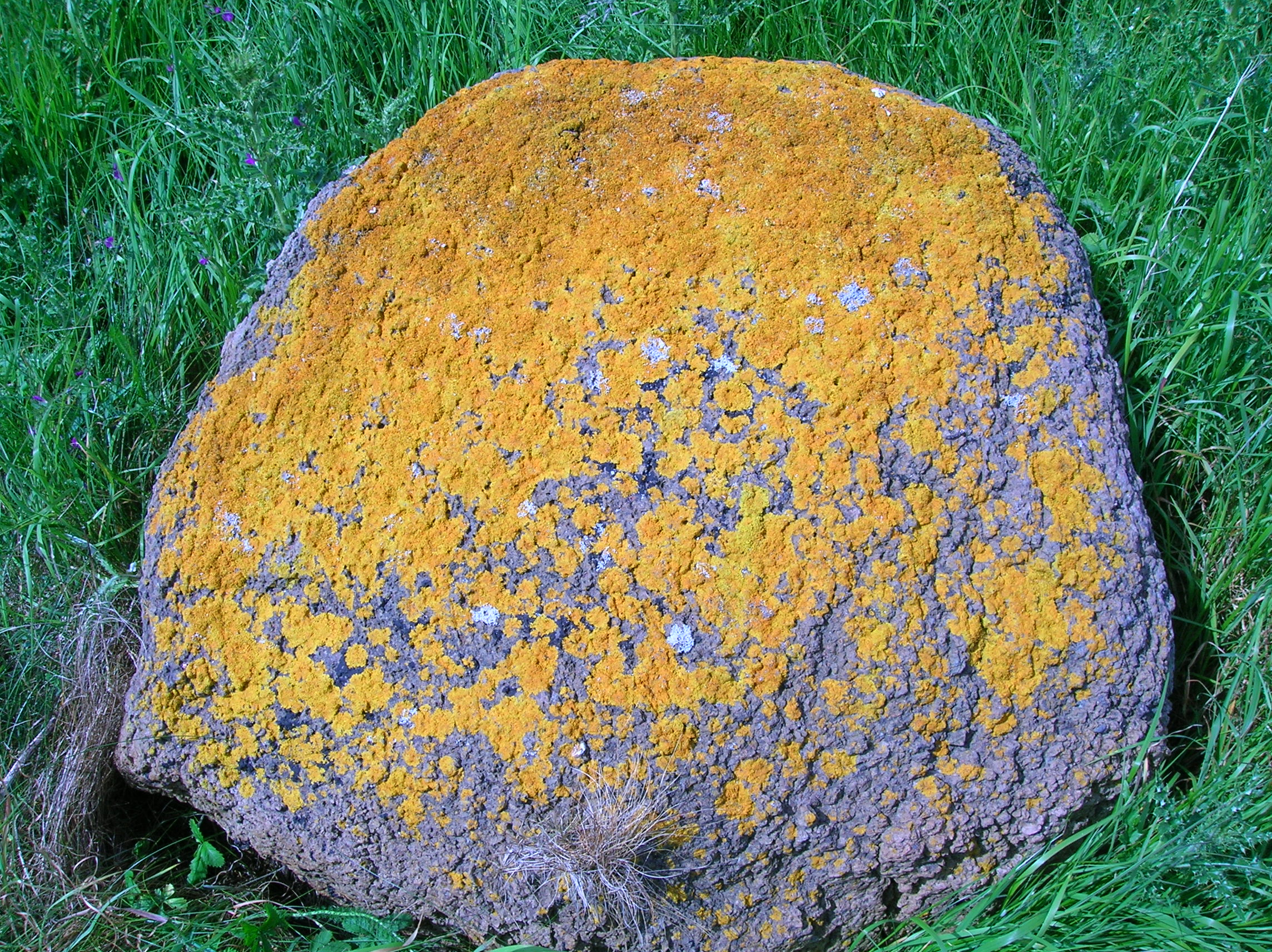
lichen (Caloplaca marina) lithophite
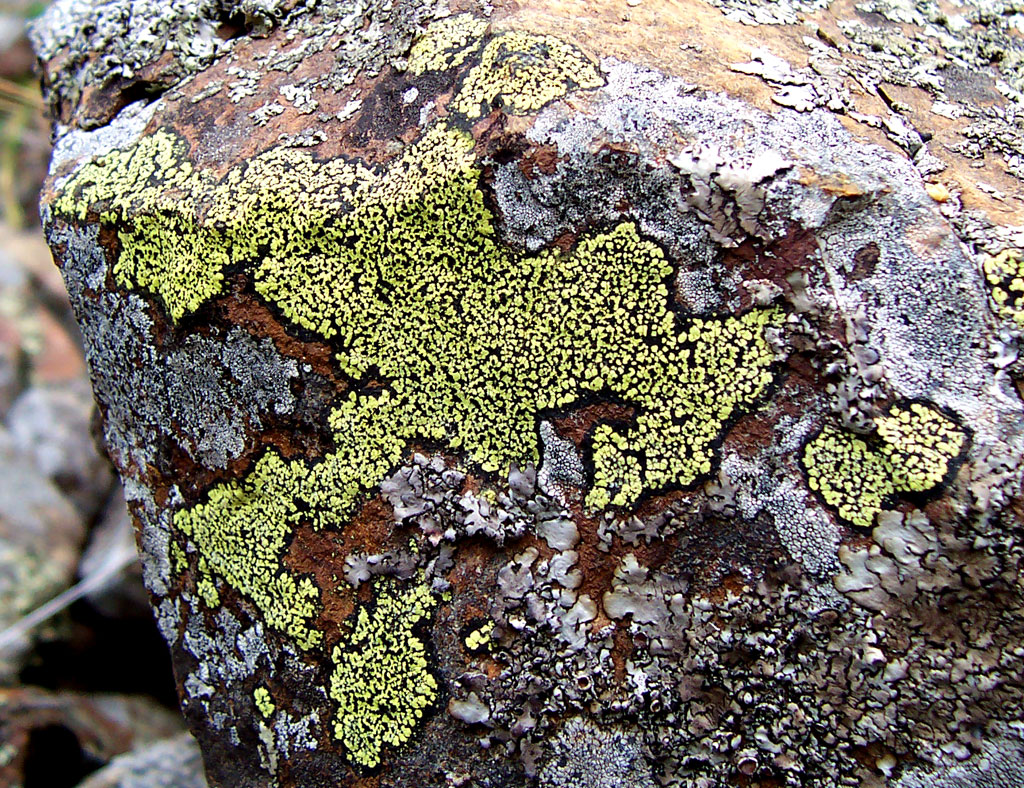
Rhizocarpon geographicum
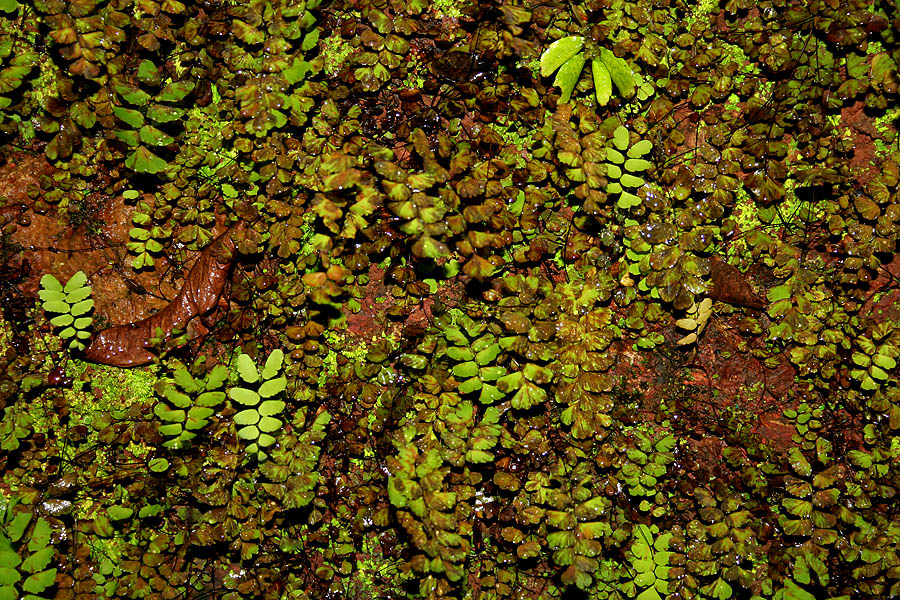
fougère (Adiantum lunulatum)